# Cadelbosco di Sopra
Cadelbosco di Sopra is een gemeente in de Italiaanse provincie Reggio Emilia (regio Emilia-Romagna) en telt 10.610 inwoners (31-12-2014). De oppervlakte bedraagt 44,2 km², de bevolkingsdichtheid is 240 inwoners per km².
De volgende frazioni maken deel uit van de gemeente: Argine, Argine Vecchio, Basetti, Cadelbosco di Sotto, Cantone, La Madonnina, Ponte Forca, Quarti, Santa Vittoria, Seta, Stazione Bosco Sotto.

## Demografie
Cadelbosco di Sopra telt ongeveer 4000 huishoudens. Het aantal inwoners steeg in de periode 2001-2011 met 32,3% volgens cijfers uit de tienjaarlijkse volkstellingen van ISTAT.
| Jaar | Inwoneraantal |
| ---- | ------------- |
| 1991 | 6861          |
| 2001 | 7867          |
| 2011 | 10.409        |

## Geografie
Cadelbosco di Sopra grenst aan de volgende gemeenten: Bagnolo in Piano, Campegine, Castelnovo di Sotto, Gualtieri, Guastalla, Novellara, Reggio Emilia.
Albinea · Bagnolo in Piano · Baiso · Bibbiano · Boretto · Brescello · Busana · Cadelbosco di Sopra · Campagnola Emilia · Campegine · Canossa · Carpineti · Casalgrande · Casina · Castellarano · Castelnovo di Sotto · Castelnovo ne' Monti · Cavriago · Collagna · Correggio · Fabbrico · Gattatico · Gualtieri · Guastalla · Ligonchio · Luzzara · Montecchio Emilia · Novellara · Poviglio · Quattro Castella · Ramiseto · Reggio Emilia  · Reggiolo · Rio Saliceto · Rolo · Rubiera · San Martino in Rio · San Polo d'Enza · Sant'Ilario d'Enza · Scandiano · Toano · Ventasso · Vetto · Vezzano sul Crostolo · Viano · Villa Minozzo
- Virtual International Authority File: 248293720

1. ↑  https://demo.istat.it/?l=it.